# 481 Emita
Emita (asteroide 481) é um asteroide da cintura principal, a 2,3055766 UA. Possui uma excentricidade de 0,1582352 e um período orbital de 1 655,67 dias (4,53 anos).
Emita tem uma velocidade orbital média de 17,99692608 km/s e uma inclinação de 9,8583º.
Esse asteroide foi descoberto em 12 de Fevereiro de 1902 por Luigi Carnera.